# Hłuszniewo
Hłuszniewo, Głuszniewo (biał. Глушнева, Hłuszniewa) – wieś na Białorusi, położona w obwodzie grodzieńskim w rejonie grodzieńskim w sielsowiecie porzeckim.
W latach 1921–1939 Hłuszniewo należało do gminy Berszty w ówczesnym województwie białostockim.
Według Powszechnego Spisu Ludności z 1921 roku wieś zamieszkiwało 288 osób, wśród których 258 było wyznania rzymskokatolickiego, 25 prawosławnego a 5 mojżeszowego. Jednocześnie 275 mieszkańców zadeklarowało polską przynależność narodową, 8 białoruską a 5 żydowską. Było tu 47 budynków mieszkalnych.